# 샤핑
샤핑(夏萍, 하평. 1937년 10월 6일 ~ 2019년 8월 5일)은 중화인민공화국 홍콩 특별행정구의 여성 영화배우, 연극배우, 텔레비전 연기자이다. 본명은 루사오핑(盧少萍, 노소평)으로 영문명은 Apple Ha, Teresa Ha이다.

## 생애
영국령 홍콩에서 출생하여 지난날 한때 중화민국 광둥 성 광저우에서 잠시 유아기를 보낸 적이 있는 그녀는 1956년 영화 《구혼사자(勾魂使者)》의 단역으로 영화배우 데뷔하였고 1963년 연극배우 데뷔하였으며 1983년부터는 텔레비전 드라마에도 출연하기 시작하였다.